# Alt-Travemünde
Alt-Travemünde ist ein Stadtbezirk der schleswig-holsteinischen Hansestadt Lübeck im Stadtteil Travemünde. Im Sprachgebrauch wird er oft mit Travemünde gleichgesetzt.

## Geografie

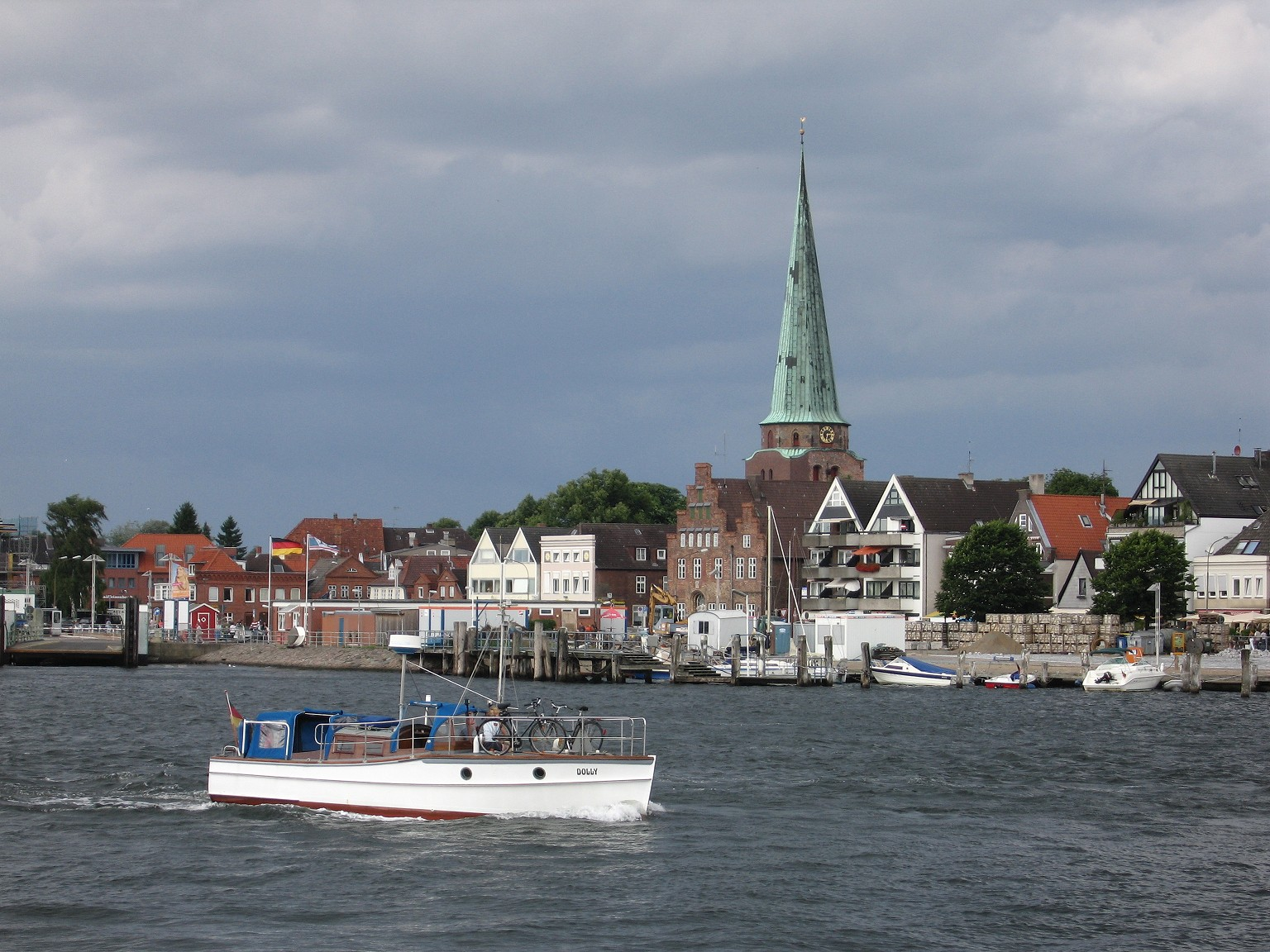
Alt-Travemünde mit der St.-Lorenz-Kirche

Alt-Travemünde ist der westliche Teil von Travemünde, welcher an der Trave liegt. Im Dezember 2020 lebten 11.547 Bewohner in Alt-Travemünde. In den drei weiteren Dörfern Brodten, Teutendorf und Ivendorf, die zum Stadtteil Travemünde gehören, leben nur jeweils zwischen 100 und 300 Einwohner.

## Badebetrieb

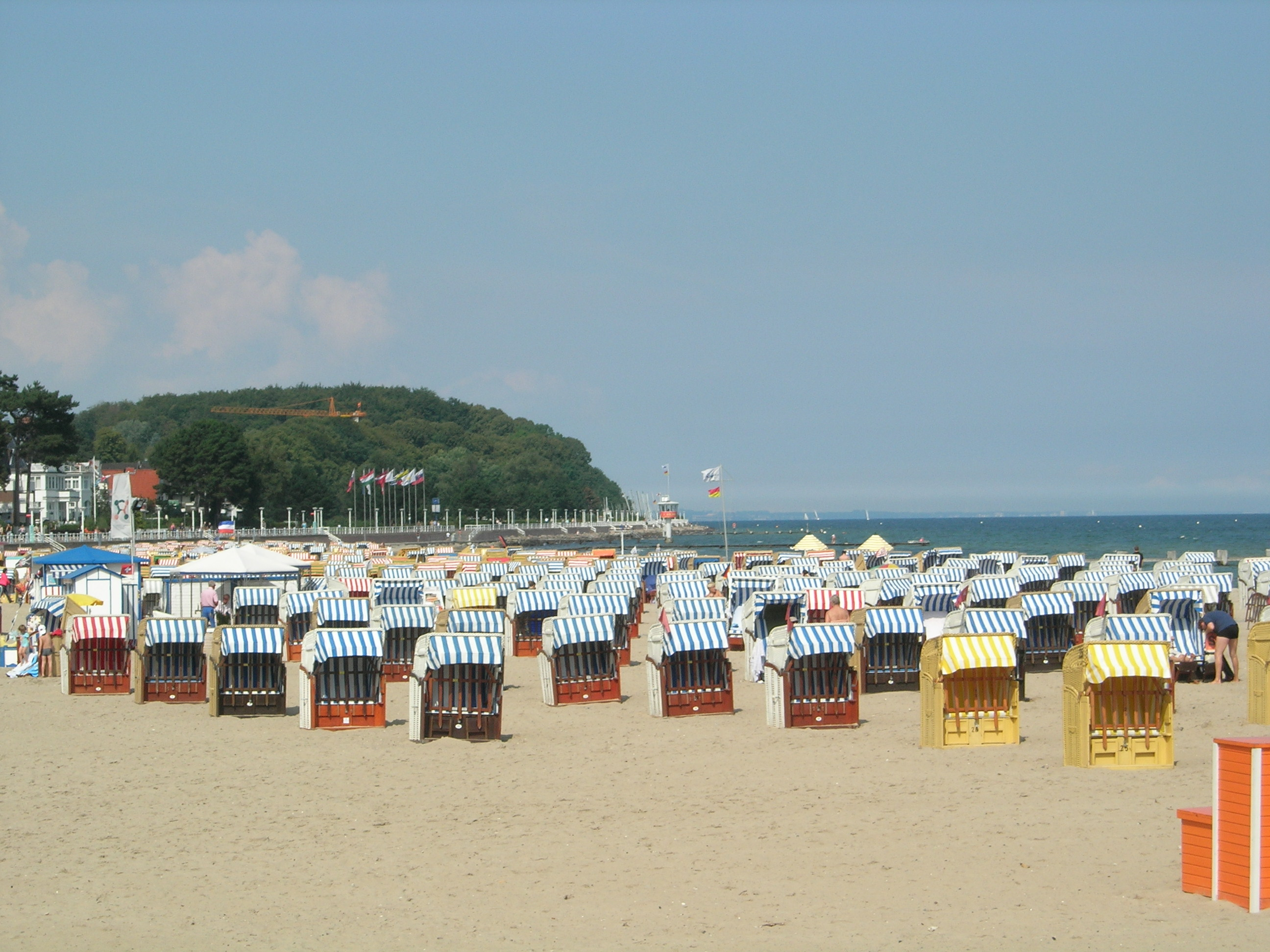
Strand an der Promenade mit Strandkörben

In Alt-Travemünde befinden sich die Badestrände an der Strandpromenade und am Ostseeufer des Priwall. Die Haupt-Badesaison ist von Juli bis August mit Wassertemperaturen um die 20° Celsius.
Der feinsandige Sandstrand an der Strandpromenade ist 1,7 Kilometer lang, 1700 Strandkörbe sind verfügbar. Er verfügt über Beobachtungstürme der Deutschen Lebensrettungsgesellschaft (DLRG). Die Wasserrettung der DLRG-Wasserrettungs-Station ist nur im Dienst, wenn ein quergestreifter rot-gelber Wimpel oben am Fahnenmast gehisst ist. Ist zusätzlich darunter eine gelbe Fahne gehisst, so ist Baden und Schwimmen gefährlich. Ist stattdessen zusätzlich darunter eine rote Fahne gehisst, so ist das Baden und Schwimmen verboten.

## Erreichbarkeit

### Individualverkehr

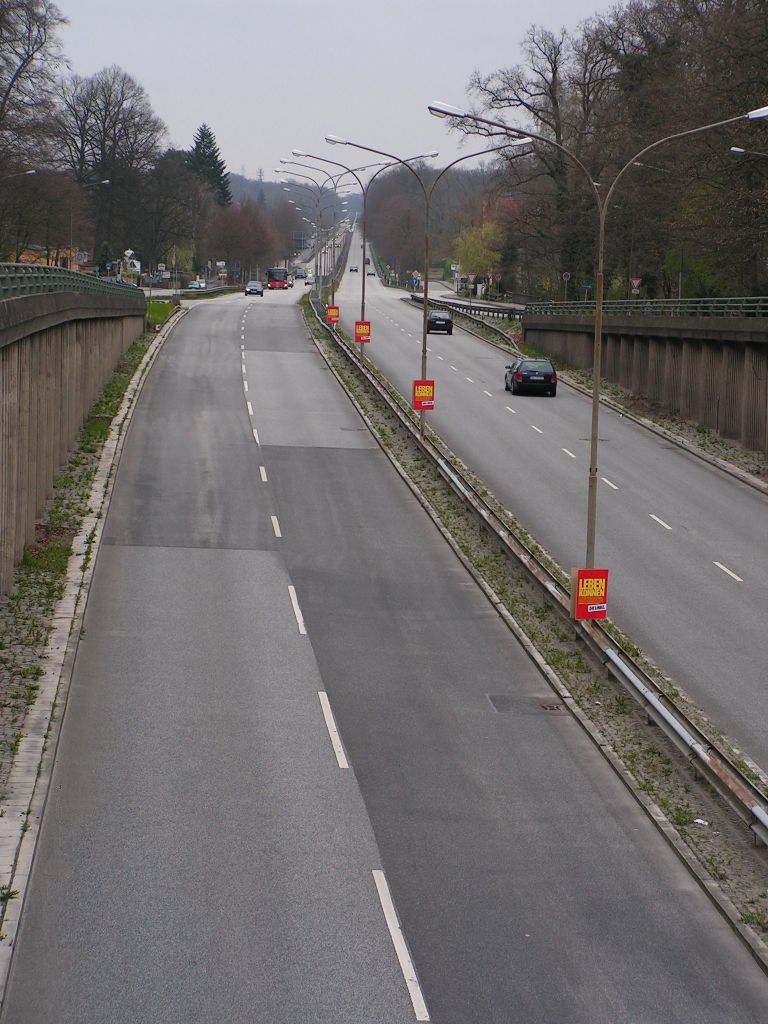
B 75 als Travemünder Allee nahe dem Burgtorfriedhof

Alt-Travemünde wird durch die B 75 mit der Ausfahrt Lübeck-Travemünde und mit der  A 226 angeschlossen. Die A 226 mündet beim Autobahndreieck Bad Schwartau in die A 1.

### Öffentlicher Personennahverkehr

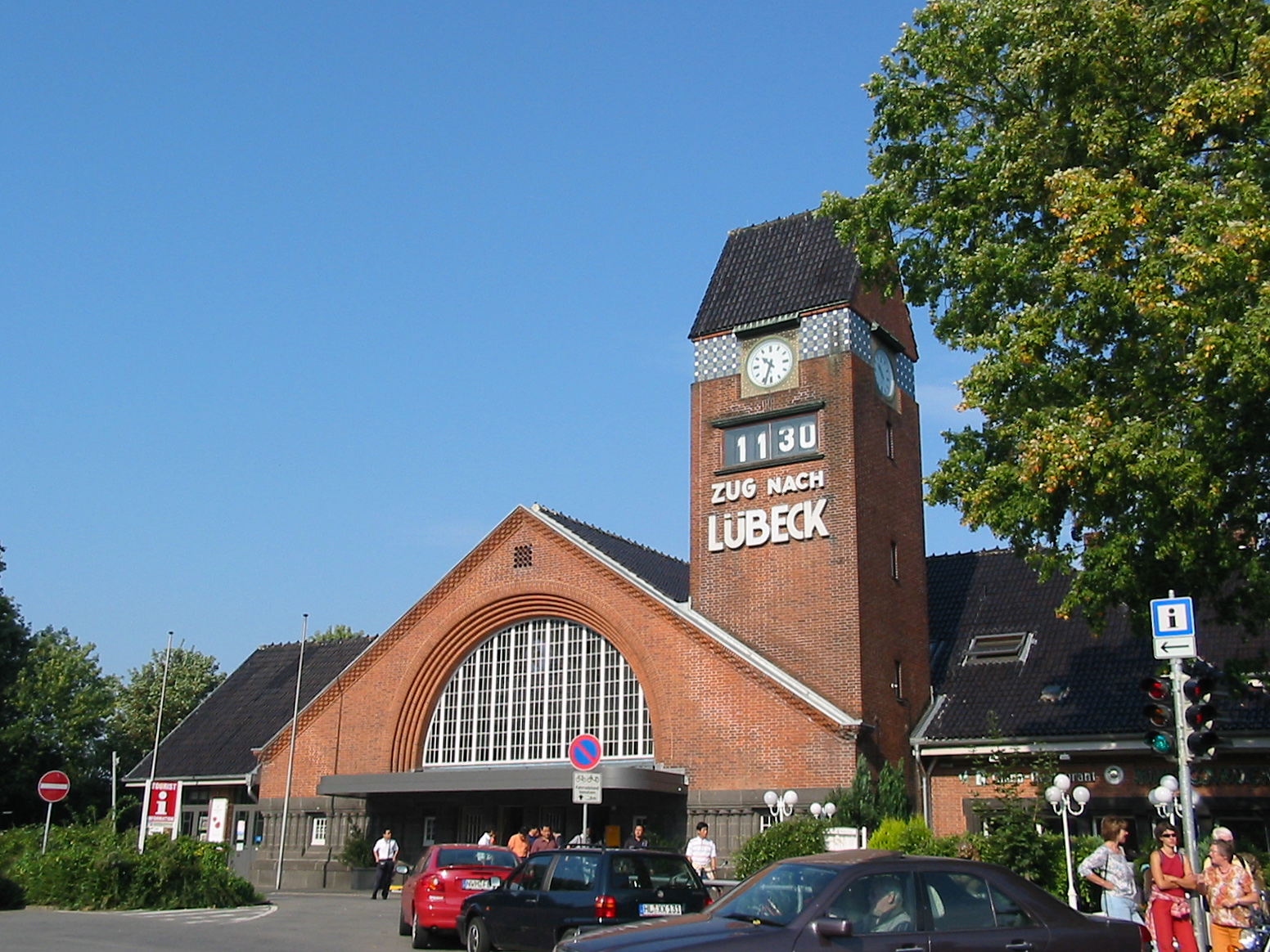
Bahnhof Lübeck-Travemünde Strand

Von Hamburger- und Lübecker Hauptbahnhof wird der Stadtbezirk über die seit 2008 elektrifizierte Bahnstrecke Lübeck–Lübeck-Travemünde Strand mit Zügen des Regionalverkehrs im Stundentakt bedient. Der Streckenast Travemünde Hafen–Niendorf wurde am 29. September 1974 stillgelegt und nach dem Abbau der Gleisanlagen in weiten Abschnitten zu einem Rad- und Wanderweg umgestaltet.
Die drei Eisenbahnstationen in Alt-Travemünde sind:
- Lübeck-Travemünde Skandinavienkai
(nahe dem Hafen- und Seemannsamt),
- Lübeck-Travemünde Hafen (nahe der Stadtschule Travemünde),
- Lübeck-Travemünde Strand (nahe der Strandpromenade).

Alt-Travemünde wird ebenfalls durch einige Linien der Lübeck-Travemünder Verkehrsgesellschaft an das Zentrum angebunden. Der Stadtbezirk befindet sich in der Tarifzone 6007.